# Pura Uluwatu
O Templo de Uluwatu (em balinês: Pura Uluwatu ou Pura Luhur Uluwatu) é um pura segara (templo hindu do mar) situado em Uluwatu, na extremidade sudoeste da península de Bukit, a parte mais meridional da ilha de Bali, no kabupaten (regência) de Badung, Indonésia. Pura Uluwatu é um dos sad kahyangan ("seis santuários do mundo"; os locais mais sagrados para os hindus que constituem a maioria dos habitantes do Bali) e é dedicado a Sang Hyang Widhi Wasa, o deus supremo do hinduísmo balinês, na sua manifestação como Rudra (o deus hindu das tempestades e dos ventos).
O templo está construído à beira (ulu) de uma falésia rochosa (watu), com 70 metros de altura, que se projeta sobre o mar. Segundo a tradição, o rochedo faz parte do navio petrificado de  Dewi Danu, a deusa das águas e uma das divindades supremas do hinduísmo balinês.
Apesar de alegadamente já existir no local um pequeno templo anterior, a estrutura foi significativamente ampliada pelo sábio javanês Empu Kuturan no século XI. Outro sábio de Java Oriental, Dang Hyang Nirartha, o fundador do sacerdócio xivaíta do Bali do século XVI,  teria construído os santuários do padmasana (trono em forma de torre de Sang Hyang Widhi Wasa). Nirartha teria alcançado moksha no local, num evento conhecido localmente como ngeluhur ("ir para cima"). É a este acontecimento que se deve o epíteto Luhur do templo.
No templo vive uma comunidade de macacos-caranguejeiros, conhecidos por roubarem pertences aos visitantes. Geralmente é possível levá-los a devolver as coisas roubadas em troca de fruta, o que os encoraja ainda mais a roubar.